# Statue-menhir de la Landette
La statue-menhir de la Landette est une statue-menhir appartenant au groupe rouergat découverte à Murat-sur-Vèbre, dans le département du Tarn en France.

## Description
Elle a été découverte par Martine André et Jacques Brunerie au hameau de la Landette dans les ruines d'un bâtiment. La statue a été gravée sur une dalle de granite d'origine locale mesurant 1,30 m de hauteur sur 0,78 m de largeur et épaisse de 0,30 m au maximum. La statue est complète mais extrêmement usée en raison de son utilisation comme huisserie de porte.
C'est une statue-menhir féminine. Les caractères anthropomorphes encore visibles sont les bras, les mains et un fragment d'une jambe. Le personnage porte un collier à trois rangs et une ceinture. Le trou visible dans la partie haute de la statue résulte de sa réutilisation domestique. C'est la statue la plus méridionale du groupe rouergat.
La statue est conservée chez son propriétaire. La statue-menhir est inscrite monument historique au titre d'objet depuis le 30 octobre 2019.